# Heinrich Scholtz

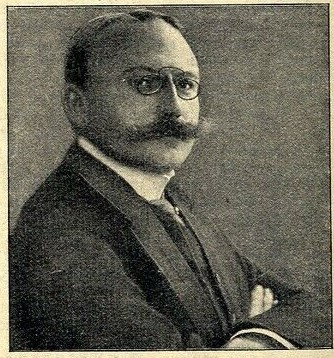
Heinrich Scholtz (1911)

Heinrich Scholtz (* 20. März 1874 in Vechta, Großherzogtum Oldenburg; † 8. Oktober 1918) war ein deutscher Verwaltungsjurist. Von 1910 bis 1918 war er Oberbürgermeister der Stadt Danzig. In dieser Funktion war Scholtz auch Mitglied des Preußischen Herrenhauses.
Der evangelische Pfarrer und Schriftsteller Artur Brausewetter schrieb in seiner Autobiografie über ihn und war der Meinung, dass Scholtz „vielleicht Danzigs tüchtigster und begabtester Bürgermeister“ gewesen sei. In seinem Paul von Hindenburg gewidmetem Roman Wer die Heimat liebt wie Du hat Brausewetter ihm und seiner Frau „in dem Bürgermeister Stolzmann und seiner klugen Frau ein Denkmal gesetzt.“